# Беркамен
Беркамен (њем. Bergkamen) град је у њемачкој савезној држави Северна Рајна-Вестфалија. Једно је од 10 општинских средишта округа Уна. Према процјени из 2010. у граду је живјело 51.328 становника. Посједује регионалну шифру (AGS) 5978004, NUTS (DEA5C) и LOCODE (DE BKN) код.

## Географски и демографски подаци
Беркамен се налази у савезној држави Северна Рајна-Вестфалија у округу Уна. Град се налази на надморској висини од 65 метара. Површина општине износи 44,8 km². У самом граду је, према процјени из 2010. године, живјело 51.328 становника. Просјечна густина становништва износи 1.145 становника/km².

## Међународна сарадња
| Мјесто | Држава    | Врста сарадње | Од    |
| ------ | --------- | ------------- | ----- |
|        | Турска    | партнерство   | 1994. |
|        | Пољска    | партнерство   | 1995. |
|        | Француска | партнерство   | 1995. |
| Извор  |           |               |       |